# 10412 Tsukuyomi
10412 Tsukuyomi (1997 YO4) là một tiểu hành tinh vành đai chính được phát hiện ngày 21 tháng 12 năm 1997 bởi Y. Shimizu và T. Urata ở Đài thiên văn Nachi-Katsuura.
Tênd after Tsukuyomi-no-Mikoto, the Japanese god of night và the moon và descendant of the god Izanaki for whom Izanaki is named. 